# Djilali Amarna
Djilali Amarna de son vrai nom Djilali Razkallah, né le 18 février 1962 à Tilmouni, (Sidi Bel-Abbès), mort le 6 novembre 2010, chanteur algérien, membre emblématique et la voix du groupe de la chanson raï groupe Amarna puis Raïna Raï.

## Biographie
L’artiste aura marqué toute une génération, faisant du groupe  un géant. Atteint d'un cancer de l'estomac en 2007, confessait sa solitude dans son combat contre la maladie sans aucun soutien moral ni psychologique, il avait lancé deux appels en octobre 2010 à la radio et le journal de 20h de l'ENTV pour venir en aide à sa famille, père de quatre enfants. Décédé le 6 novembre 2010 au CHU de Sidi Bel Abbès.

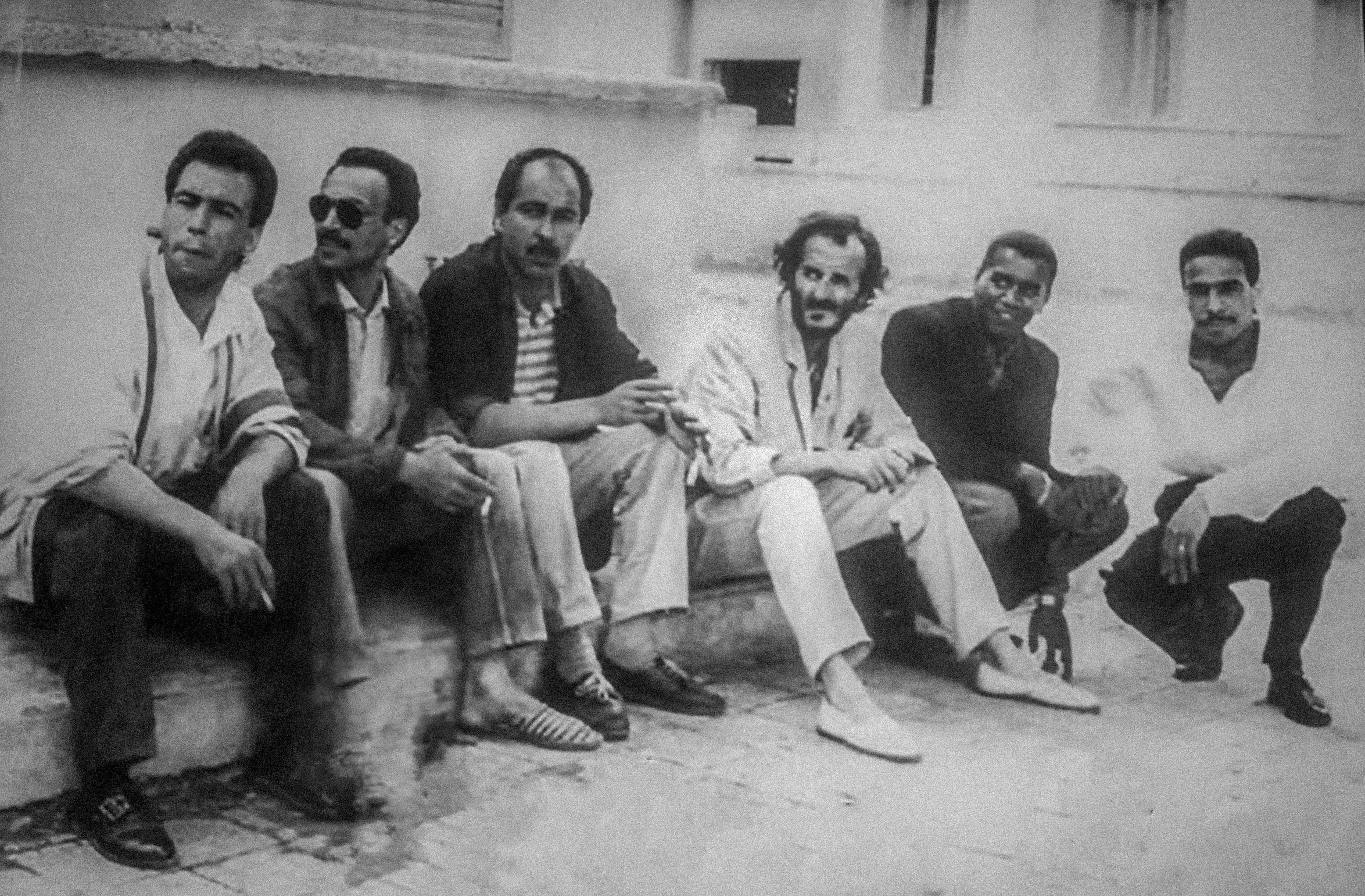
Le groupe Raïna Raï, de gauche à droite : Djilali Amarna, Kada Zina, Hachemi Djellouli et Lotfi Attar.

## Discographie

### Titres en solo
- Ana (moi)
- Souk El Ali (le marché supérieur)
- Bellah ya mdina (Dieu, cette ville)
- Khalouni Nebki (Laissez-moi pleurer mon bonheur)
- Bin El Youm wel Barah (Entre hier et aujourd'hui)
- Sidi Bel Abbès moul lwahba (Sidi Bel Abbès donneur de cadeaux)